# Stary Cmentarz w Rzeszowie
Stary Cmentarz w Rzeszowie – najstarsza zachowana nekropolia miasta. Zajmuje powierzchnię 3,65 ha, pomiędzy ulicą Targową a rzeką Wisłok. Szacuje się, iż spoczywa tam ok. 40 000 osób. W 1968 roku miał 613 nagrobków i grobowców. Obecnie posiada ich 622.

## Historia
Stary Cmentarz został założony w 1792 roku na granicy ówczesnego miasta, gdy zgodnie z edyktem cesarza Józefa II zlikwidowano cmentarze będące w granicy miasta. Wtedy to w Rzeszowie zaprzestano pochówków na cmentarzu przy kościele farnym. Nowe miejsce do chowania zmarłych zlokalizowano na wcześniejszym cmentarzu związanym z kościołem i szpitalem św. Ducha, fundacji z 1469 roku. Mały obszar cmentarza powiększano 3-krotnie.
Oficjalnie cmentarz był czynny do 1910 roku, jednak podczas II wojny światowej chowano tu nadal ludzi. Nawet po zakończeniu działań wojennych sporadycznie odbywały się tu pochówki. Niemcy podczas II wojny światowej zabrali z cmentarza znaczną część metalowych elementów nagrobków na potrzeby wojenne. Cmentarz doznał też wiele innych uszkodzeń z rąk okupanta. Po wojnie był niszczony nadal przez wandali. Wśród władz Rzeszowa był nawet projekt by zamienić cmentarz na park i podczas prac wstępnych wycięto wiele wiekowych drzew.
W 1957 roku wydano powtórną decyzję zamknięcia cmentarza. Dopiero w 1968 roku uznano nekropolię jako obiekt zabytkowy. W latach 80. XX wieku za przyczyną wielu znanych osobistości, a przede wszystkim dzięki Włodzimierzowi Kozło, zainteresowano się cmentarzem. Rozpoczęły się pierwsze konserwacje ważniejszych obiektów oraz starania o zdobycie funduszy na ten cel. 
Obecnie na cmentarzu każdego roku są prowadzone prace konserwatorskie, jednak ich zakres jest ograniczony z braku środków finansowych. Cmentarzem opiekuje się "Stowarzyszenie Opieki Nad Starym Cmentarzem w Rzeszowie im. Włodzimierza Kozło".

## Wygląd
Nekropolia charakteryzuje się bardzo dużą różnorodnością form i kształtów nagrobków. Spotyka się tu murowane grobowce, obeliski, nagrobne pomniki w formie sarkofagu, kapliczek, kolumn czy żelaznych krzyży na kamiennych cokołach. Przeważają tu dzieła klasycystyczne, aczkolwiek wiele jest też z okresu romantyzmu czy neogotyku. Spotykamy tu dzieła sztuki kamieniarskiej o wysokich walorach artystycznych, autorstwa rzeźbiarzy z Krakowa i Lwowa jak: Józefa Kuleszy, Kazimierza Chodzińskiego, Jana i Antona Schimserów czy Juliana Markowskiego. 

## Pochowani
- Adam Geisler, prawnik, burmistrz Rzeszowa, honorowy obywatel m. Rzeszowa
- Jan Towarnicki (1773-1865), lekarz, radny Rzeszowa, filantrop
- Józef Łukasiewicz (ojciec Ignacego Łukasiewicza)
- Jan Marcinkiewicz (powstaniec styczniowy z 1863, radny Rzeszowa)
- Henryk Stroka (pisarz, nauczyciel, porucznik powstania styczniowego)
- Wojciech Kalinowski (aptekarz i burmistrz miasta)
- Julian Nieć (archiwista)
- Rodzina Hiblów
- Wiktor Zbyszewski (burmistrz, komisarz wojenny powstania styczniowego)
- Schaitter Ignacy (1805-1885), kupiec,  honorowy obywatel m. Rzeszowa.

Na cmentarzu znajduje się też pomnik wzniesiony w 1886 roku na cześć powstańców styczniowych oraz Grób Ofiar II Wojny Światowej, wzniesiony w latach 2003 - 2004.